# رحمت‌آباد (خدابنده)
رحمت‌آباد (خدابنده)یا چاریق، روستایی از توابع بخش دوتپه شهرستان خدابنده در استان زنجان ایران است.

## جمعیت
این روستا در دهستان حومه قرار دارد و براساس سرشماری مرکز آمار ایران در سال ۱۳۸۵، جمعیت آن ۲۴۴ نفر (۴۸خانوار) بوده‌است.